# Tonino Picula
Tonino Picula (Mali Lošinj, 1961. augusztus 31.) horvát politikus, jelenleg harmadik ciklusát tölti Horvátország európai parlamenti képviselőjeként, miután sikeresen indult a 2013-as, 2014-es és 2019-es európai parlamenti választásokon. Az 1990-es évek elején kapcsolódott be a politikába, és négy egymást követő ciklusban volt horvát parlamenti képviselő, a 2000-es, 2003-as, 2007-es és 2011-es parlamenti választásokon pedig a balközép Horvát Szociáldemokrata Párt (SDP) tagjaként választották meg. 2000 és 2003 között Ivica Račan kormányának külügyminisztere, 2005 és 2009 között pedig Nagygorica polgármestere volt. A balközép Szociáldemokrata Párt tagja, az Európai Parlamentben pedig Szocialisták és Demokraták Progresszív Szövetségének tagja.

## Élete és pályafutása
Mali Lošinjban született, általános és középiskolai tanulmányait a dalmáciai Šibenikben végezte. A Zágrábi Egyetem Bölcsészet- és Társadalomtudományi Karán szerzett szociológusi diplomát. 1997 és 2000 között az SDP nagygoricai kirendeltségét is vezette. A 2000-es parlamenti választások után, amelyeken az Ivica Račan vezette SDP nagykoalícióban nyert, Piculát külügyminiszterré nevezték ki, mely posztot 2003-ig töltötte be. Hivatali ideje alatt Horvátország számos fontos külkapcsolati sikert ért el, köztük a NATO és az Európai Unió tagjelöltjévé válás, valamint a Kereskedelmi Világszervezethez való csatlakozás. A horvát kormány nevében ő írta alá az Európai Unióval a stabilizációs és társulási megállapodást, nyújtotta be az ország uniós tagsági kérelmét. A 2005-ös önkormányzati választásokon Nagygorica polgármesterévé választották.
2012. április 1-jén a parlament Horvátország teljes jogú EU-tagságára való felkészülés részeként Piculát jelölte ki a 12 horvátországi megfigyelő tag egyikeként Európai Parlamentbe. A 2013-as első horvát európai parlamenti választáson a 2009–2014-es parlamenti ciklus hátralévő részére, majd 2014-ben és 2019-ben ismét két teljes ciklusra választották meg. Picula 2013 óta tagja a Külügyi Bizottságnak (AFET), ahol jelenleg a szocialisták és demokraták bizottsági munkájának koordinálásáért felelős magas rangú tagja. Az Amerikai Egyesült Államokkal fenntartott kapcsolatokért felelős bizottság (D-USA) póttagja, és mint ilyet, 2020 júniusában kinevezték az Európai Parlament az Egyesült Államokkal fenntartott kapcsolatokért felelős állandó tagjának.
Picula határozottan támogatta az EU bővítését, és az EU politikáját tartotta a demokrácia, a jólét és a béke előmozdítása leghatékonyabb eszközének. 2019 novemberében az AFET a 2020. májusi zágrábi csúcstalálkozó előtt a nyugat-balkáni ajánlásokkal foglalkozó előadói posztra nevezte ki. Az EU–Nyugat-Balkán kapcsolatok iránti elkötelezettsége a Bosznia-Hercegovinával, valamint Koszovóval (DSEE), valamint a Szerbiával fenntartott kapcsolatokért felelős küldöttségben való tagságában is megmutatkozik. 2019-ben kinevezték az IPA III Előcsatlakozási Pénzügyi Támogatási Eszközök társelőadójává és Montenegróval kapcsolatos állandó előadóvá. 2020 januárjától az öt AFET munkacsoport egyikének, a Nyugat-Balkánnal foglalkozó munkacsoportnak is az elnöke.

## Fordítás
Ez a szócikk részben vagy egészben  a   Tonino Picula című angol Wikipédia-szócikk ezen változatának fordításán alapul.  Az eredeti cikk szerkesztőit annak laptörténete sorolja fel. Ez a jelzés csupán a megfogalmazás eredetét és a szerzői jogokat jelzi, nem szolgál a cikkben szereplő információk forrásmegjelöléseként.